# Prix Paulée de Meursault
Le prix Paulée de Meursault est un prix littéraire créé en 1932.

## Présentation
Décerné par le maire de Meursault chaque année, le quatrième lundi de novembre, au château de Meursault à l'occasion de la « paulée » — repas de fête qui marque habituellement la fin des Vendanges et qui conclut la vente des vins des hospices de Beaune —, le prix est de 100 bouteilles de vin de l'appellation d'origine contrôlée Meursault, offertes chaque année par un viticulteur différent.
Ont notamment été couronnés : Colette, Jacques de Lacretelle, Gaston Roupnel, Marie Noël, Maurice Druon, Paul Guth, Hervé Bazin, etc..

## Lauréats
- 1932 : Charles Silvestre
- 1933 : Gaston Roupnel
- 1934 : Paul Cazin
- 1935 : Pierre Deslandes
- 1936 : Pierre Rouget
- 1937 : Mademoiselle du Muraud
- 1938 à 1949 : années de crise de guerre et d'après guerre : prix non attribués.
- 1950 : Raymond Dumay
- 1951 : Colette
- 1952 : Joseph Samson
- 1953 : Jean de la Varende
- 1954 : Arnaud de Pesquidoux
- 1955 : Jean Bonnerot
- 1956 : Pas de Trois Glorieuses, pas de Paulée
- 1957 : Jean Robinet
- 1958 : Marie Noël
- 1959 : Francis Ambrière
- 1960 : Maurice Druon
- 1961 : Jacques de Lacretelle
- 1962 : Michel de Saint Pierre
- 1963 : Paul Guth
- 1964 : Paul Vialar
- 1965 : Duc de Castries
- 1966 : Baron James de Coquet
- 1967 : Maître René Floriot
- 1968 : Carlo Bronne
- 1969 : Hervé Bazin
- 1970 : Armand Lanoux
- 1971 : Roger Frison Roche
- 1972 : André Roussin
- 1973 : Robert Sabatier
- 1974 : Alain Decaux
- 1975 : Gérard Oury
- 1976 : Christine Arnothy
- 1977 : Henri Vincenot
- 1978 : Pierre Bonte
- 1979 : Jean d'Ormesson
- 1980 : Guy des Cars
- 1981 : Maurice Denuzière
- 1982 : Cinquantenaire, prix collectif (Invitation de tous les anciens lauréats)
- 1983 : André Castelot
- 1984 : Claude Michelet
- 1985 : Jacques Chapus
- 1986 : Yves Courrière
- 1987 : Alain Duhamel
- 1988 : Jean Raspail
- 1989 : Philippe Labro
- 1990 : Ève Ruggieri
- 1991 : Patrick Poivre d'Arvor
- 1992 : Bernard Clavel
- 1993 : Jean-François Deniau
- 1994 : Bernard Pivot
- 1995 : Hélène Carrère d'Encausse
- 1996 : Otto de Habsbourg
- 1997 : Alain Duault
- 1998 : Jean Piat
- 1999 : Jean-Marie Rouart
- 2000 : Jean-Philippe Lecat et Jacques Puisais
- 2001 : Françoise Chandernagor
- 2002 : Jean-Paul Carrère
- 2003 : Denise Bombardier
- 2004 : Pierre Schoendoerffer
- 2005 : Erik Orsenna
- 2006 : Régine Deforges
- 2007 : Max Gallo
- 2008 : Claude Lelouch
- 2009 : Gérard Oberlé
- 2010 : Amélie Nothomb
- 2011 : Jean-Robert Pitte
- 2012 : Patrick de Carolis
- 2013 : Michel Serres
- 2014 : Gonzague Saint Bris[3]
- 2015 : Jean-Christophe Rufin[3]
- 2016 : François Busnel[4]
- 2017 : Philippe Claudel
- 2018 : Irène Frain
- 2019 : Michael Edwards
- 2020 : événement annulé
- 2021 : Frédéric Beigbeder[5]
- 2022 : Sylvain Tesson
- 2023 : Dominique Dana
- 2024 : David Foenkinos